# Охота за мечами
Охо́та за меча́ми (яп. 刀狩 катана-гари) — указ Тоётоми Хидэёси от 29 августа 1588 года и последовавшая за ним система мероприятий по изъятию оружия у населения, не принадлежащего к самурайскому сословию. Считается началом создания социальной стратификации Японии эпохи Токугава.
До указа 1588 года все жители страны имели право носить оружие для самообороны или просто для украшения. Попытки отъёма оружия у крестьянства предпринимались и ранее, но Хидэёси стал первым, кто предпринял такой шаг в национальном масштабе. Этот политик, сам будучи выходцем из крестьян, относился к этому сословию враждебно. Опыт массовых крестьянских выступлений в период Сэнгоку, когда восставшие нападали на замки, города, а однажды даже на императорский дворец в Киото, заставил Хидэёси предпринять усилия по предотвращению подобных событий в будущем.
Исследователи обращают внимание, что, согласно тексту указа, собранное оружие должно было быть переплавлено в болты и гвозди для возведения большой статуи Будды. Исключение должны были составить «замечательные мечи» (а такие могли быть даже у крестьян, подбиравших их на полях сражений), однако указ не оговаривал, как именно их следовало выбирать из общей массы оружия.
Благодаря уже созданной военной феодальной организации, процесс реквизиции оружия прошёл успешно и был в основном закончен в течение года. Разоружение крестьянства помогло закрепить социальное разграничение между этим сословием и самураями. Согласно историку Кацуми Куроите, «Знаменитая охота за мечами… сделала войну исключительно прерогативой наследственного класса».